# Миролюбовка (Костанайская область)
Миролю́бовка (каз. Миролюбов) — село в Узункольском районе Костанайской области Казахстана. Входит в состав Ершовского сельского округа (до 2019 г. являлось центром Киевского сельского округа). Код КАТО — 396639100.

## История
В 2017 году в состав Миролюбовки включено село Косколь, расположенное восточнее, в 16 км по автодороге от Миролюбовки.

## Население
В 1999 году население села составляло 1005 человек (493 мужчины и 512 женщин). По данным переписи 2009 года, в селе проживало 618 человек (296 мужчин и 322 женщины). По данным переписи 2021 года, в селе проживало 466 человек.